# 라라 베니또
라라 베니또(Lara Benito, 1994년~)는 스페인의 방송인, 모델, 가수다. 2018년 아리랑국제방송 'Mystery Travelers'로 데뷔했다.

## 방송
- 2019년 아리랑국제방송 《Mystery Travelers》[1]
- 2019년 EBS FM 《모닝 스페셜》
- 2020년 E채널 《탑골 랩소디》 - 1대 가왕
- 2020년 KBS1 《아침마당》
- 2020년 MBC 《트로트의 민족》 - Top34
- 2020년 KBS1 《이웃집 찰스》
- 2022년 SBS 《골 때리는 그녀들》
- 2023년 TV조선 《미스트롯3》 - Top72

## CF
- 파울라너 맥주 : 정통 밀맥주의 맛 (2020)
- 현대 헤리엇 : 현대에서 미래로 간다면_결혼기념일 (2020)

## 음반
- 트로트의 민족 1라운드 베스트 Part.3 (2020)
- 트로트의 민족 2라운드/3라운드 베스트 (2020)
- 눈물이 나요 (2022)